# Mineiro (ur. 1975)
Mineiro, właśc. Carlos Luciano da Silva (ur. 2 sierpnia 1975 w Porto Alegre) – brazylijski piłkarz.
Został powołany przez trenera Carlosa Alberto Parreirę na Mistrzostwa Świata w Piłce Nożnej 2006. W wieku 31 lat przeszedł z brazylijskiego klubu São Paulo do niemieckiej Herthy. 22 września 2008 podpisał kontrakt z Chelsea. Przed przejściem do Chelsea grał w Rio Branco, Guarani FC, Ponte Preta, AD São Caetano, São Paulo oraz Hercie BSC. 30 czerwca jego kontrakt z Chelsea wygasł, a działacze nie zdecydowali się go przedłużyć. Podpisał kontrakt z FC Schalke 04, 16 sierpnia 2009 zadebiutował w meczu przeciwko VfL Bochum.
W sezonie 2011/2012 występował w TuS Koblenz, w którym zakończył karierę.